# Survivance (film, 1981)
Pour les articles homonymes, voir Survivance.
Pour plus de détails, voir Fiche technique et Distribution.
Survivance (Just Before Dawn) est un slasher américain réalisé par Jeff Lieberman et sorti en 1981.

## Fiche technique
Sauf indication contraire, les informations mentionnées dans cette section peuvent être confirmées par la base de données cinématographiques IMDb,  présente dans la section « Liens externes ».
- Titre français : Survivance ou La Nuit de la peur ou Dans les griffes des ténèbres[1]
- Titre original américain : Just Before Dawn
- Réalisation : Jeff Lieberman
- Scénario : Jeff Lieberman, Mark Arywitz, Jonas Middleton
- Photographie : Dean King, Joel King
- Montage : Robert Q. Lovett (en)
- Musique : Brad Fiedel
- Production : Jonas Middleton • Doro-Vlado Hreljanovic • David Sheldon[1]
- Sociétés de production : Oakland Productions • Juniper Films • Picturemedia[1]
- Pays de production :  États-Unis •  Royaume-Uni
- Langues originales : anglais américain
- Format : Couleur - 1,85:1 - Son mono - 35 mm
- Genre : Film d'épouvante, slasher
- Durée : 90 minutes (1 h 30)
- Dates de sortie : 
  - France : 25 novembre 1981[1]
  - États-Unis : 27 novembre 1981
- Classification :
  - États-Unis : R
  - France : interdit aux moins de 12 ans lors de sa sortie

## Distribution
- Gregg Henry : Warren
- Deborah Benson : Constance
- Chris Lemmon (en) : Jonathan
- Jamie Rose : Megan
- Ralph Seymore : Daniel
- George Kennedy : Roy McLean
- Mike Kellin : Ty
- Katie Powell : Merry Cat Logan
- John Hunsaker : Les jumeaux Luther et Lucas